# Автодрезина

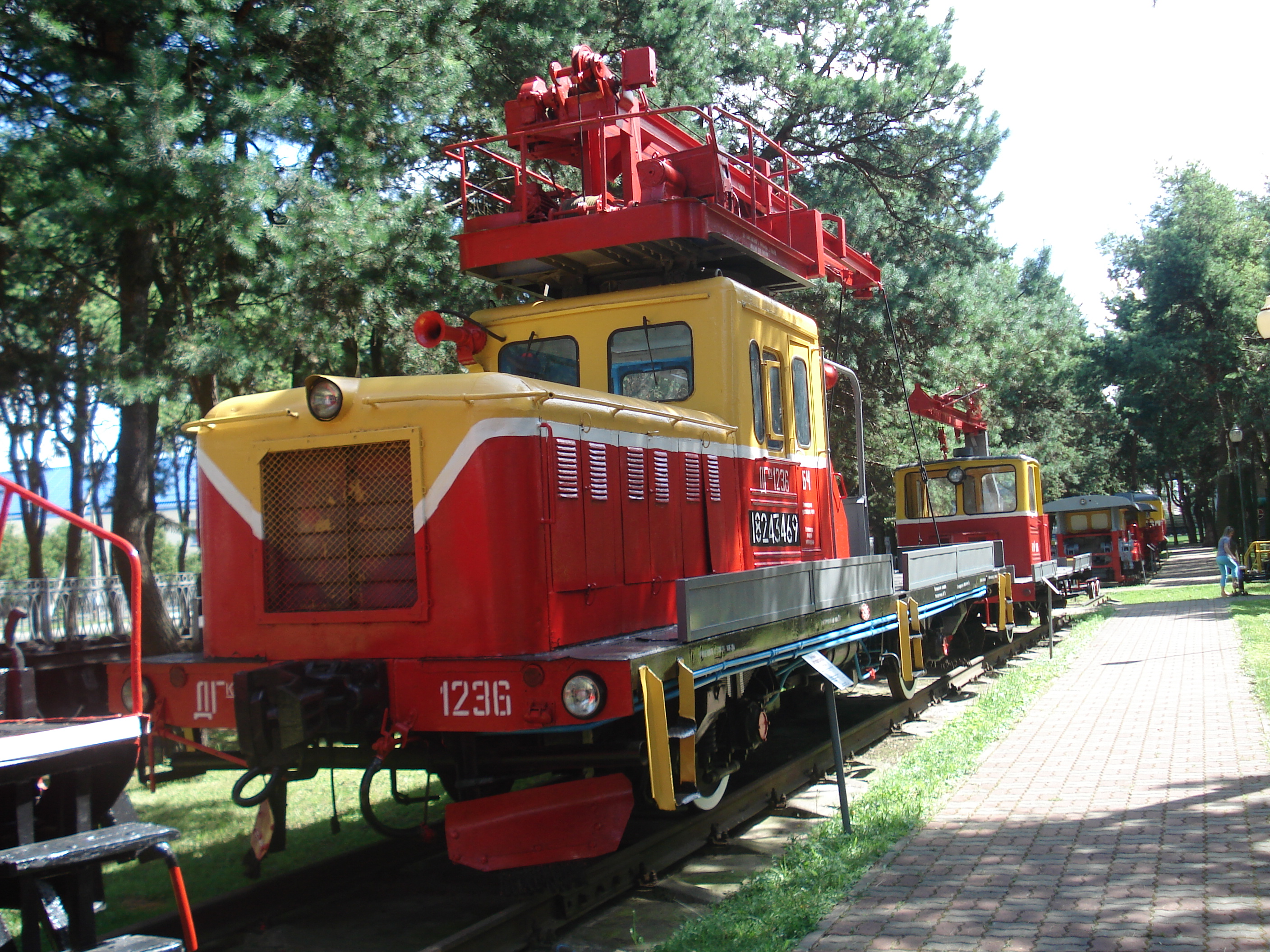
Грузовая крановая автодрезина ДГ^{КУ} в Барановичском музее железнодорожной техники

Автодрезина, Бензиновоз — самоходное несъёмное средство рельсового транспорта (крупная разновидность дрезины), приводящееся в движение при помощи двигателя внутреннего сгорания (обычно автомобильного типа). 
Близкий аналог автомотрисы. Советская Союзная Техническая энциклопедия, периода 1927—1936 годов, отсылает смотреть объяснение этого слова в статьях «Автомотриса» и «Бронированный поезд». Автодрезина применяется обычно во время ремонта и обслуживания пути, контактной сети или других железнодорожных устройств для перевозки персонала, инструментов, материалов и механизмов, монтажа оборудования, а также для инспекторских поездок. На 1941 год, в Союзе ССР, были автодрезины Уа и СП, к автодрезинам Уа могли крепиться прицепы.

## Классификация
Автодрезины в Союзе ССР и Российской Федерации — России широко использовались и используются при хозяйственном обслуживании локомотивных и вагонных депо, станций, дистанций пути, дистанций сигнализации и связи, и в зависимости от этого подразделяются на грузовые и пассажирские (служебные); среди грузовых отдельно выделяются аварийно-восстановительные автодрезины. Некоторые пассажирские автодрезины по сути являются малогабаритными автомотрисами с двигателями небольшой мощности. Кроме того, некоторые автомотрисы (например, АС1А) могут упоминаться как автодрезины.
Ранее к автодрезинам относили также лёгкие съёмные (до 300 кг) машины, оснащённые мотоциклетными двигателями (называвшиеся также мотодрезинами); как следствие, существовало подразделение автодрезин в зависимости от массы на съёмные и несъёмные. К настоящему моменту такая классификация является устаревшей: съёмные машины классифицируются как мотодрезины, тогда как под термином «автодрезины» подразумеваются исключительно несъёмные машины.

## Конструкция
Автодрезины могут оснащаться подъёмными кранами грузоподъёмностью 1—5 тонн, монтажными вышками, измерительными приборами и тому подобное. Мощность двигателя автодрезины обычно составляет 100—250 л. с., максимальная скорость — 80—100 км/ч.
Грузовые автодрезины представляют собой машины на базе платформы (обычно двухосной) и оснащаются карбюраторным двигателем с механической передачей либо дизельным двигателем с гидродинамической передачей. Машины с дизельным двигателем могут использоваться в качестве тягового средства для платформ с грузом, достигающим 60 т при движении по перегону и 300 т — при проведении маневровых работ; силовой привод таких автодрезин, благодаря бесступенчатому автоматическому регулированию, обеспечивает максимальное тяговое усилие при трогании с места, его плавное изменение при движении и возможность работы с кратковременными перегрузками (к примеру, во время движения на подъёме).
Пассажирские автодрезины представляют собой небольшие самоходные крытые вагоны (обычно двухосные) специальной конструкции, оснащённые сиденьями. Количество посадочных мест — 20—30 (обычно 24).
Некоторые автодрезины строятся на базе серийных легковых или грузовых автомобилей. Такие машины могут быть как заводской сборки, так и кустарного производства.

## Оснащение автодрезин
При выезде на работу автодрезина МПС Союза ССР должна была соответствующим образом подготовлена и снабжена технической документацией, комплектом запасных частей, сигналами и инструментом. В обязательный комплект на автодрезине должны были быть включены:
- техническая документация;
- комплект запасных частей (обязательный минимум):
  - две тормозные колодки;
  - ремень вентилятора и привода компрессора;
  - комплект запальных свечей;
  - контакты прерывателя;
  - конденсатор;
  - цепь передаточная (для автодрезин с цепными передачами);
  - запасный карданный вал с шарнирами (для автодрезин АС1).
- комплект сигналов:
  - два ручных сигнальных фонаря;
  - два комплекта ручных сигнальных флагов;
  - два сигнальных рожка;
  - шесть петард;
  - две фары с прозрачными сигналами;
  - две фары с красными стеклами;
  - две факелсвечи;
  - сигнальный свисток.

В качестве постоянного комплекта в автодрезине должны находиться:
- два тормозных башмака;
- два домкрата;
- огнетушитель;
- автомобильный насос (для продувки бензопровода);
- две двухзвенные цепи. Комплект инструмента и инвентаря обеспечивался в соответствии с табелем модели автодрезины.

## Галерея

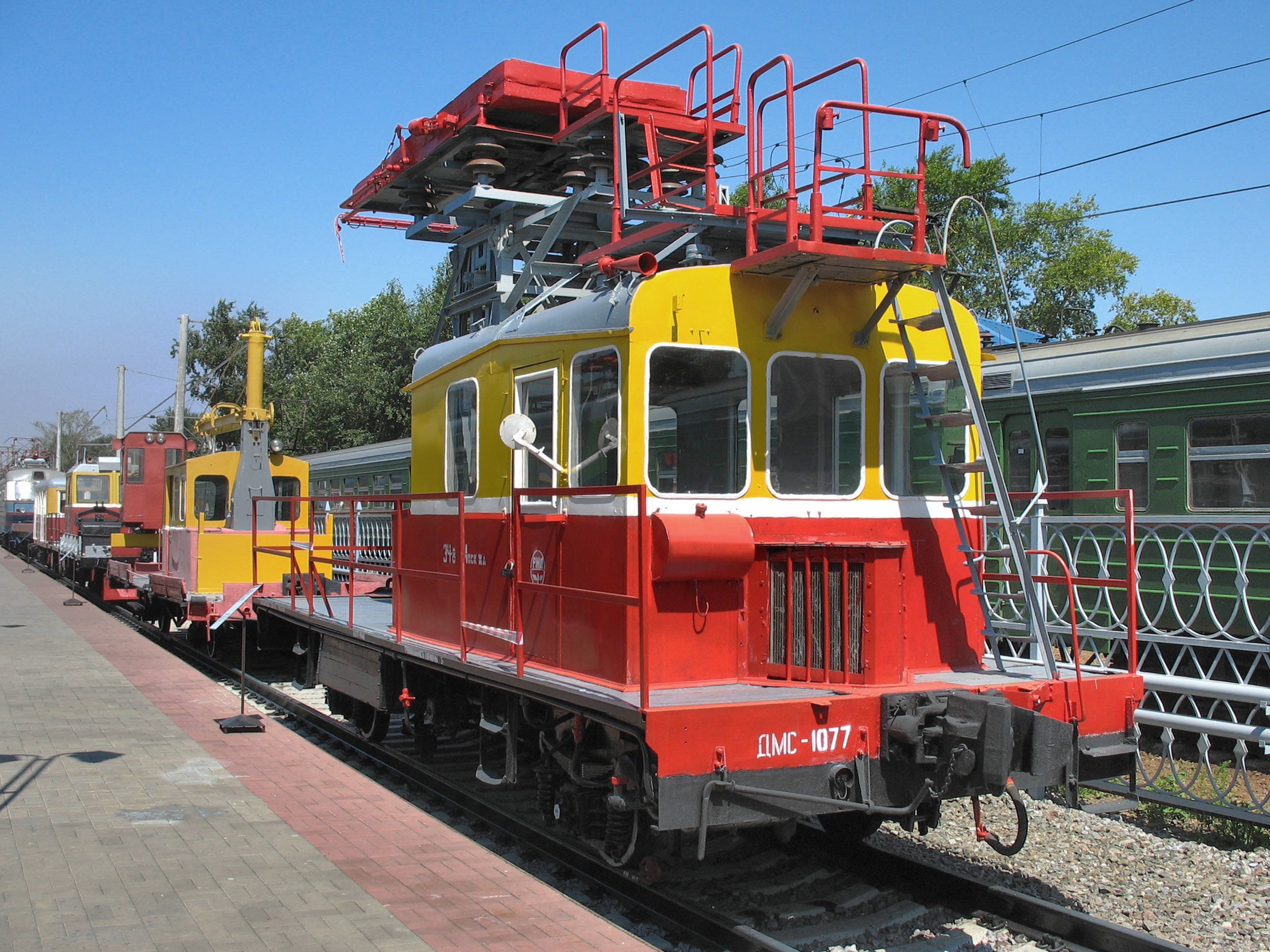
Монтажная автодрезина ДМС в Музее истории развития железнодорожного транспорта Московской железной дороги
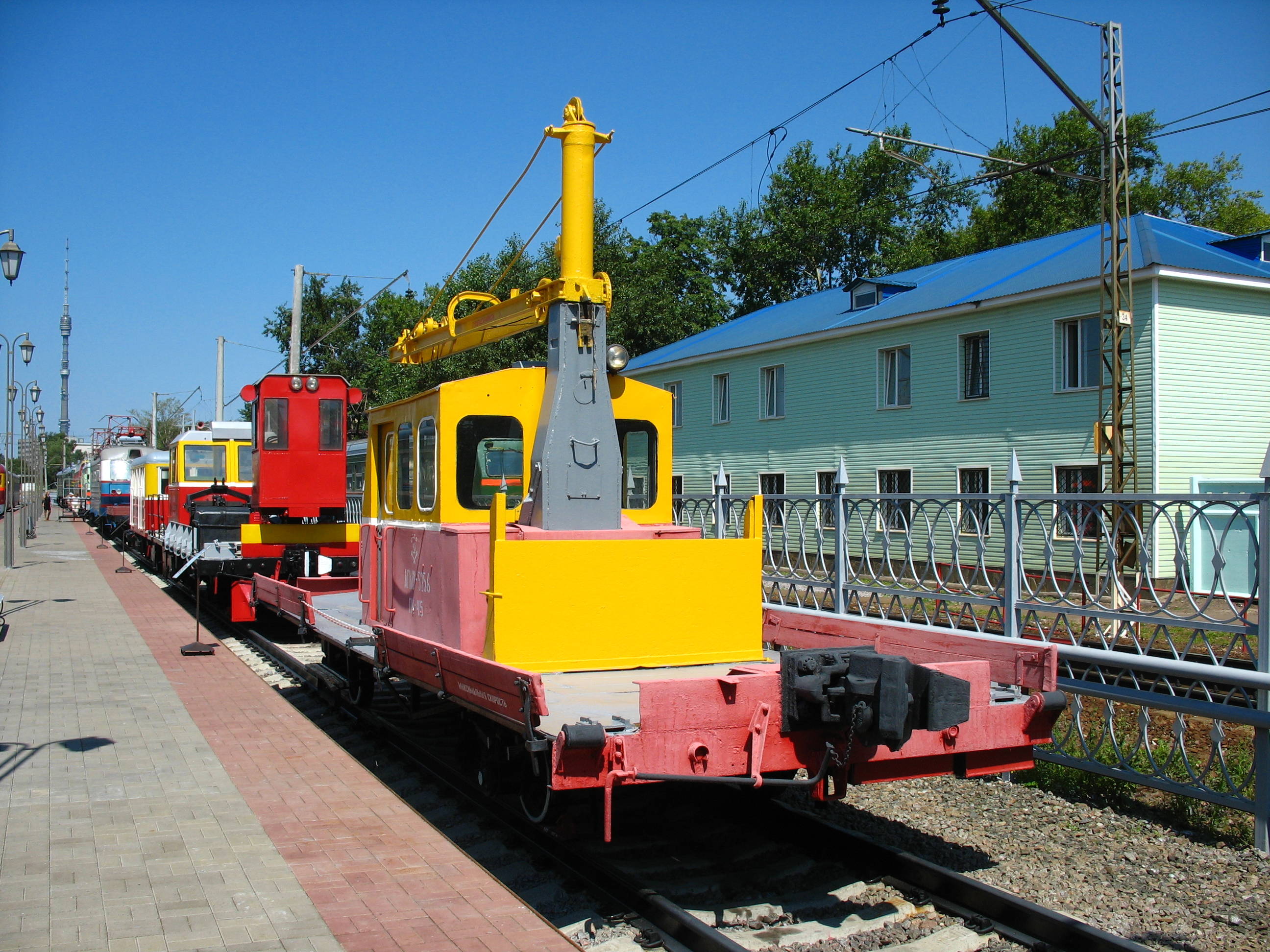
АГМУ (автодрезина грузовая монтажная) в Музее истории развития железнодорожного транспорта Московской железной дороги
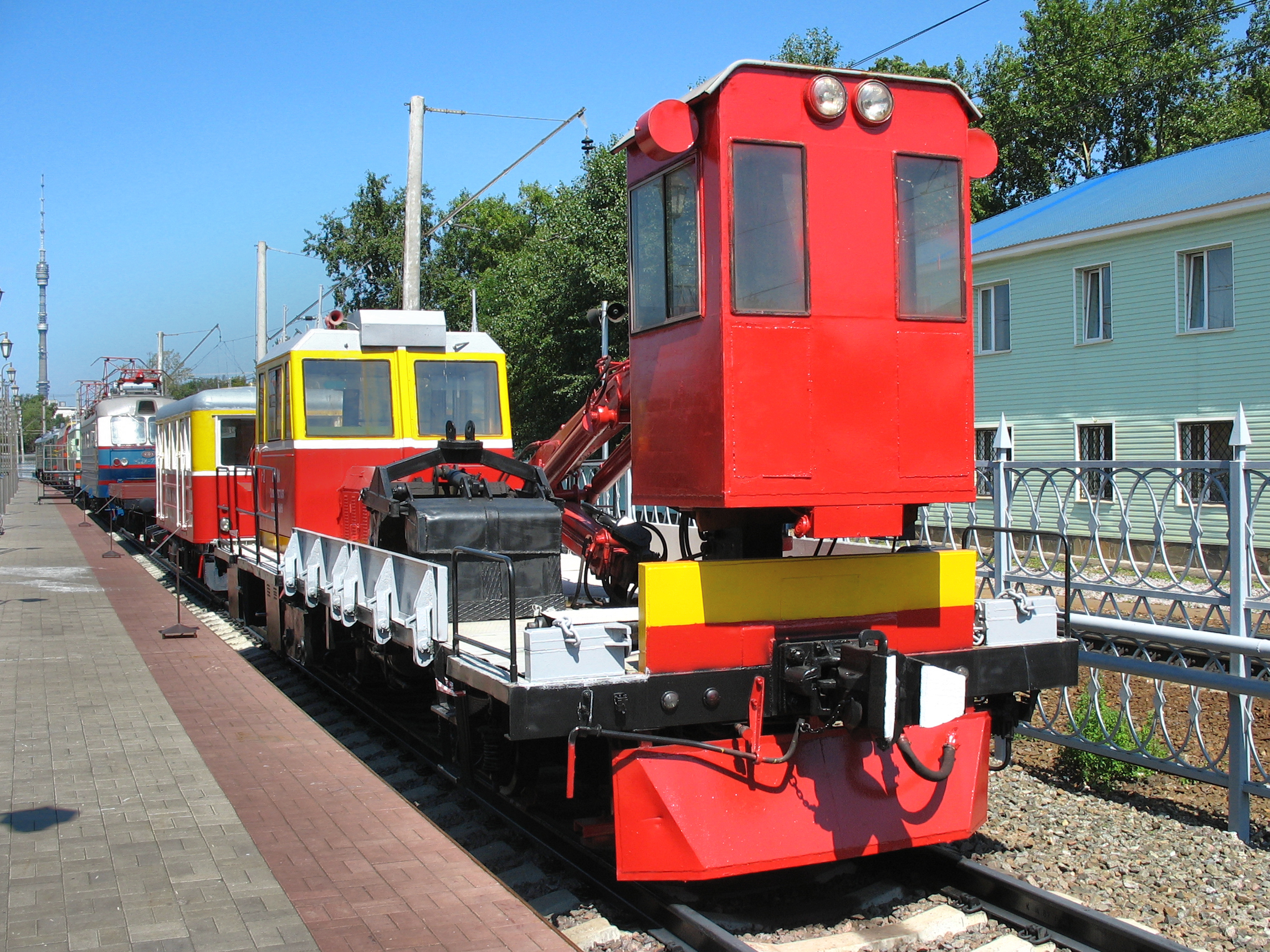
АГД-1М (автомотриса грузовая дизельная модернизированная) в Музее истории развития железнодорожного транспорта Московской железной дороги
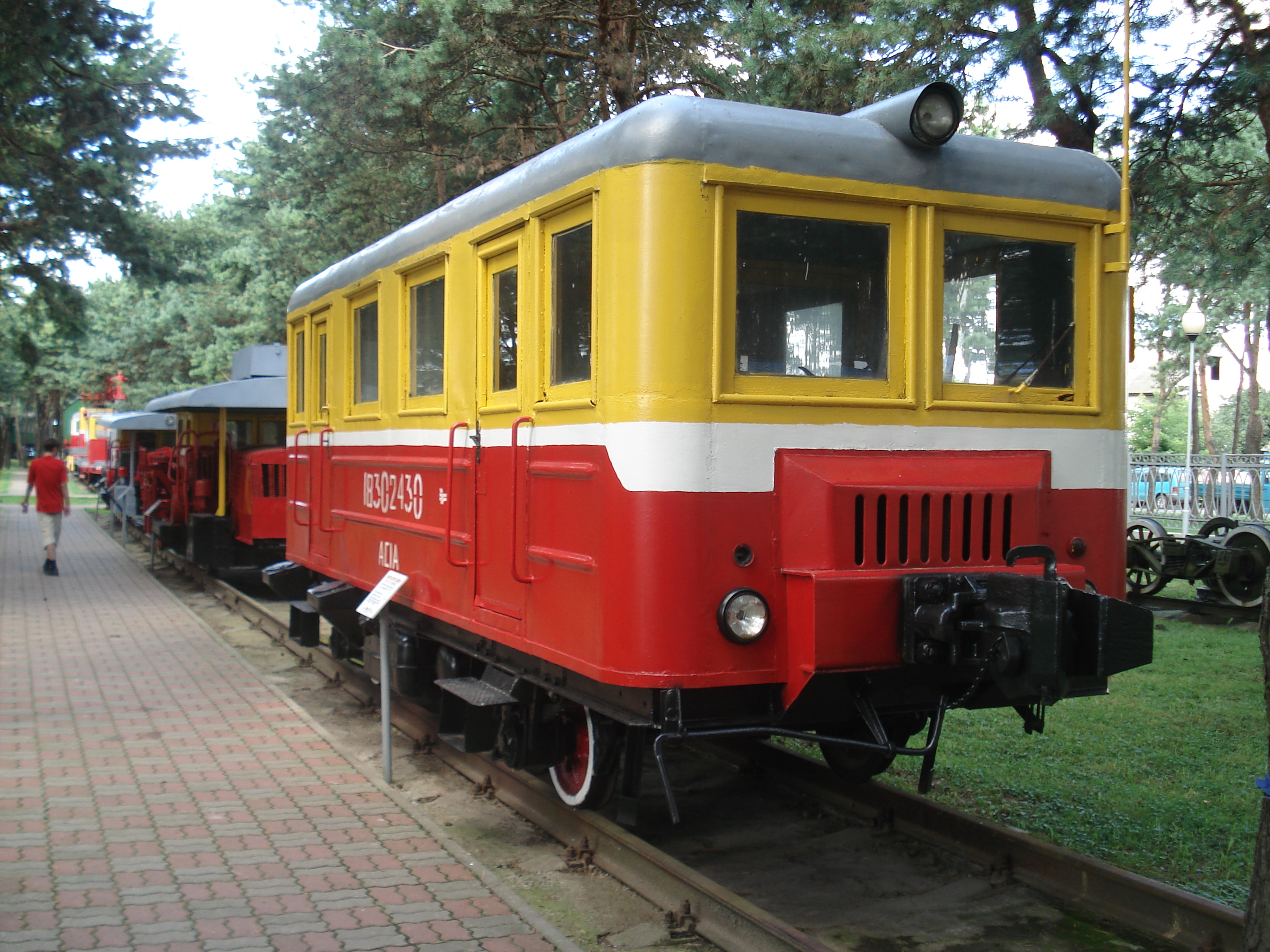
Служебная автомотриса АС1А (иногда упоминается как автодрезина)
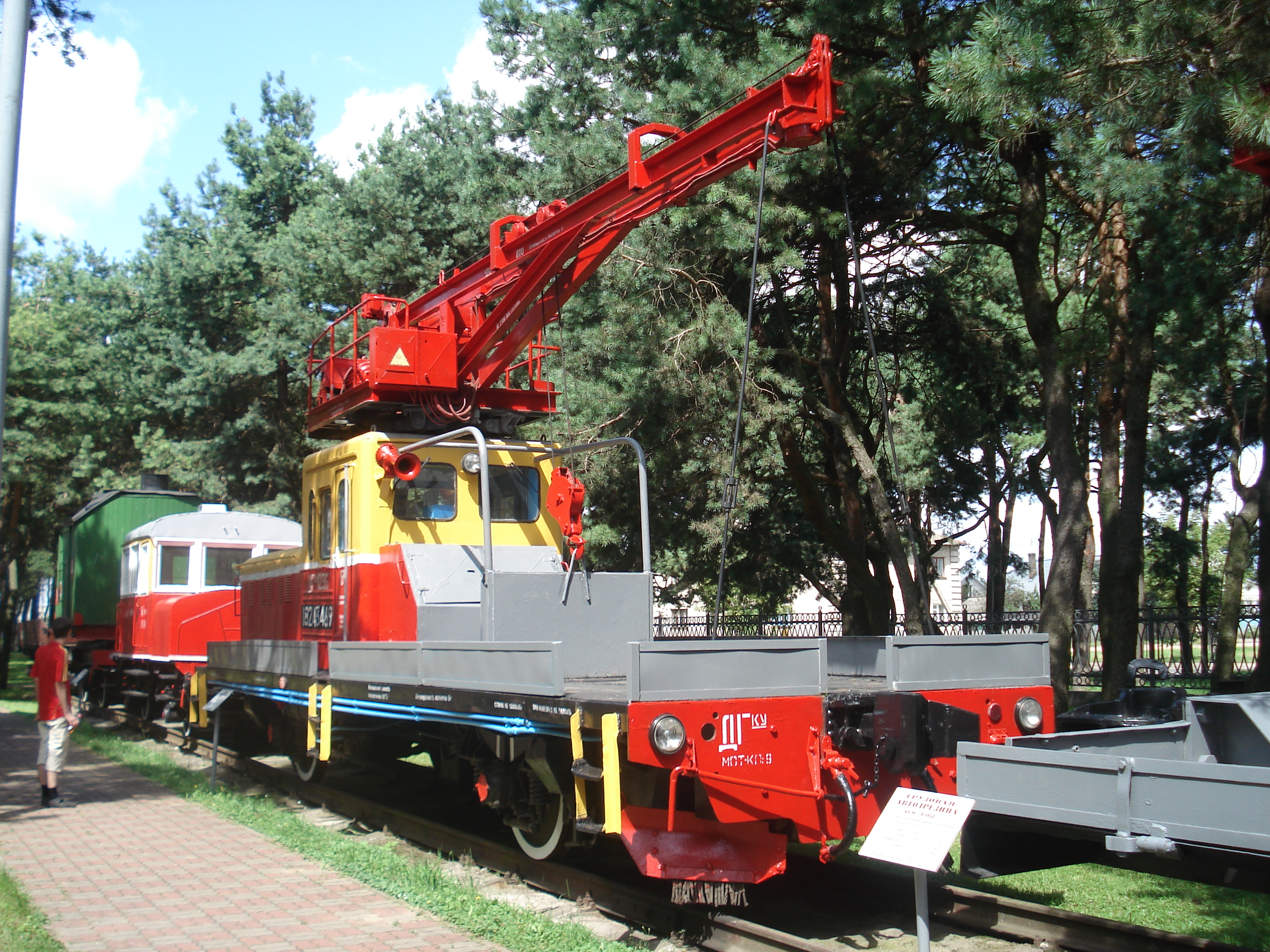
Грузовая крановая автодрезина ДГКУ в Барановичском музее железнодорожной техники
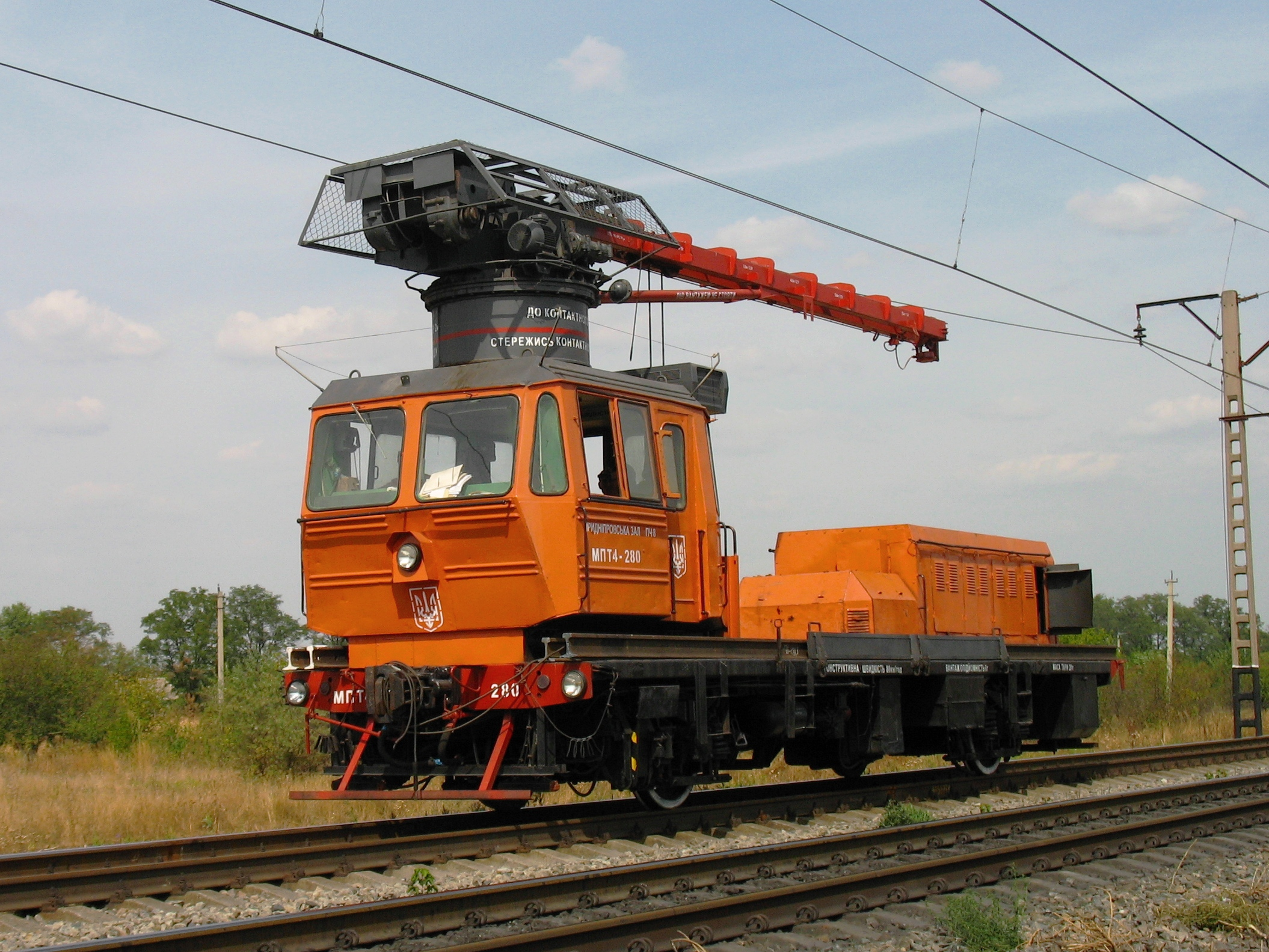
МПТ-4 мотовоз погрузочно-транспортный
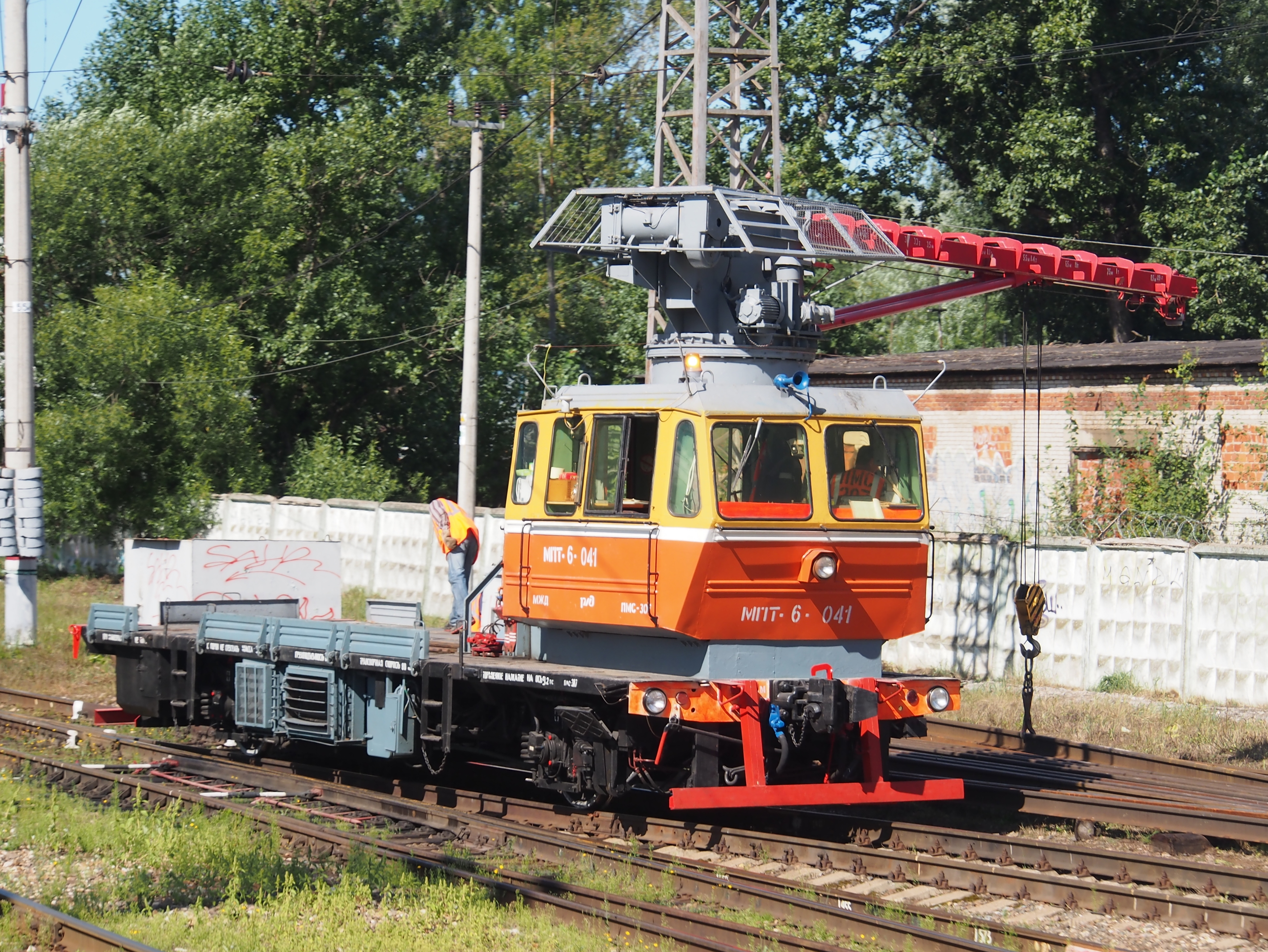
МПТ-6 мотовоз погрузочно-транспортный